# وكالة (عمارة)
الوكالة في العمارة الإسلامية مبنى أو مجمع مباني ذو أغراض خدمية، من تعليم وصحة وغيرها. قد تكون ملحقة بجامع وقد تحوي محلات ومساكن أوقفت للإنفاق على الجامع.

## أمثلة
- الوكالة الملحقة بمسجد الشوربجي بالإسكندرية.
- وكالة الغوري ووكالة قايتباي بالقاهرة
- وكالة شلبي بأسيوط

1. ↑  "الأسس التصميمية للمباني الإدارية". www.3d2ddesign.com. اطلع عليه بتاريخ 2024-01-28.